# Macrogomphus annulatus
Macrogomphus annulatus är en trollsländeart som först beskrevs av Selys 1854.  Macrogomphus annulatus ingår i släktet Macrogomphus och familjen flodtrollsländor. IUCN kategoriserar arten globalt som otillräckligt studerad. Inga underarter finns listade i Catalogue of Life.